# Prorachthes ledereri
Prorachthes ledereri är en tvåvingeart som beskrevs av Friedrich Hermann Loew 1869. Prorachthes ledereri ingår i släktet Prorachthes och familjen svävflugor. Inga underarter finns listade i Catalogue of Life.